# Дячкино
Дячкино — слобода у Тарасовському районі Ростовської області.
Адміністративний центр Дячкинського сільського поселення.

## Географія
Слобода Дячкино над річкою Глибока (притока Сіверського Дінця) в 33 верстах від окружної станиці існувала вже у 1752 році. У 1763 році у старшини Андрія Дячкина на річці Глибока був хутір, у якому мешкало 62 українців чоловічої статі. У листопаді 1764 року у слободі вже було 75 українці чоловічої статі. Зі сповідних записів за 1767 року видно, що у парафії Покровської церкви станиці Каменської вже був хутір старшини Андрія Дячкина. У ньому 12 дворів, у яких числилося українців 37 чоловічої й 18 жіночої статі.
У 1979 р. археологічна експедиція під керівництвом П. О. Ларенка відкрила поселення Моховатка-I бронзової доби. Крім того, 1997 року до об'єктів культурної спадщини віднесено курганну групу "Дяткин роз'їзд".
До Жовтневого перевороту с. Дячкино входило до складу Області війська Донського. У період Громадянської війни у Росії до складу Всевеликого війська Донського отамана Петра Краснова. З 1920 по 1924 рр. у складі Донської області РРФСР, в 1924 р. до Південно-Східної області, в 1924-1933 рр. до Північно-Кавказького країю, в 1933-1934 рр. - Північної області Азово-Чорноморського краю, 1934-1937 рр. Північнодонського округу Азово-Чорноморського краю, в 1954-1957 рр. - Каменської області, у 1937-1954 рр. й з 1957 р. - у складі Ростовської області. З 2010 р. входить в єврорегіон «Донбас».

### Вулиці
| - вул. Берегова, - вул. Вишнева, - вул. Зарічна, - вул. Миру, - вул. Молодіжна, - вул. Моховата, - вул. Набережна, - вул. Підгірна, | - вул. Приозерна, - вул. Садова, - вул. Радянська, - вул. Стадіонна, - вул. Шкільна, - пр. Терновий, - пр. Дружби. |

## Історія

### Засновник хутора
Андрій Степанович Дячкін (помер не пізніше 1781 року) — старшина. Брав участь у багатьох війнах, що вела Росія в другій половині XVIII століття; в 1749 році був похідним отаманом у Низовому корпусі.
Серед інших донських старшин брав участь у заснуванні вільних військових земель по річці Глибока, на якій одним з перших заснував свій хутір, який отримав найменування Дячкін Глубокинський, а часом просто Глубокинський.
Дружина — Євдокія (Авдотья) Федорівна. Після смерті чоловіка їй перейшла велика частина Дячкинського маєтку. За переписом 1782 року в Дячкино за нею було 202 душі українців обох статей, а за сином Григорієм - 50. Середній син Іван меньшой мав при Колодезях - 205, а найстарший з братів — Іван великий - при Тернівському — 263 українців обох статей. Їх сусід Дмитро Тарасов у слободі Тарасівці мав 117 душ українців.
Нині в архівах збереглися списки предків дячкинців, починаючи з 1763 року. Дячкини перебували у родинних стосунках з найвідомішими донськими дворянськими родами. Так генерал-майор Дячкін Іван великий (нар. 1752) був одружений зі своєю сусідкою Федосією Міллер з селища Міллерово, генерал-майор Григорій Дячкин (нар. 1755) — на Катерині Карповій, а Ганна Дячкина була дружиною самого Військового отамана Олексія Іловайського.

Після смерті бездітних Дячкиних слобода перейшла Карповим й стала іменуватися: слобода Дячкино (Карпова-Глубокина).

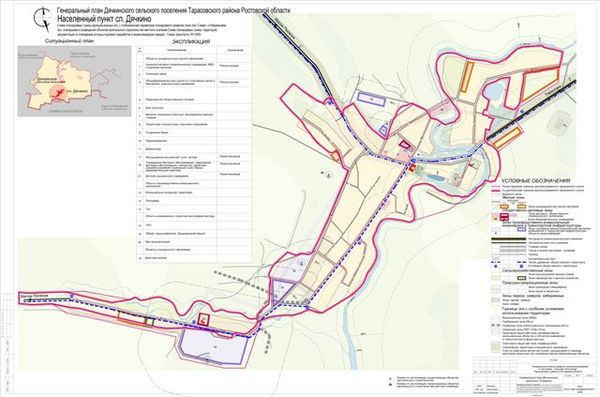

### Хутір
Заселення хутора почалося в кінці 1730-х років. В 1737 році на місці майбутнього хутора був поселений «вільний черкашенин» зі Стародубського полку Михайло Євдокимович Кушитров, після чого тут були поселені та інші черкаси з України. За першим переписом на Дону 1763 року в х. Дячкін за Андрієм Степановичем значилося 75 українців, а в іншому його хуторі при урочищі Терновому — 95 українців.
Через слободу проходила велика чумацька (просікова дорога, що виходить з «Казанського тракту» й з'єднує через Верхній Тарасов Дячкино зі станицею Казанської.
Багато дячкинців у період після Громадянської війни виявилися репресованими, серед них Аведиков І.К., Алпатов Г. А., Колтунов В. Ф., Погребняк Я. О. та інші.
На тлі масової кампанії з організації колгоспів у 1920-х рр. виникали досить цікаві казуси. Про одного з них розповідається в листі про "колгоспі імені Руфа Королева", який знаходився "в трьох верстах від села Дячкино Глубоковського району Шахтинської округи". "Руф, - говорилося в листі, - організував ТОЗ шляхом залучення кочового селянства з центральних губерній, заманюючи їх на станціях залізниці". Під лихварські позики купив інвентар і трактор. Залякуванням домігся особистої диктатури не тільки над членами ТОЗа, але і над навколишніми громадянами. "Вдавався до пияцтва й нестримних дурощів. Члени колективу були фактично його кріпаками, а Руф - паном".
В цей час експерти в цілях підвищення соціально-економічного добробуту села пропонують введення в Дячкино козацького самоврядування.

## Ідентичність дячкинців
Питаннями ідентичності дячкинців, їх історії і походження, також як і російсько-українським прикордонням в цілому, займається аспірант кафедри країн пострадянського зарубіжжя Російського державного гуманітарного університету Бредихін Антон Вікторович. Зокрема, у своїй статті "Етнокультурна ідентичність прикордоння (сільський етюд)" їм описується вплив фронтирного розташування слободи на склад населення, ментальні мовні особливості дячкинців: "В побуті у дячкинців досі збереглися такі слова як цибуля, кабак, рушник, ходим, вечерять, мабудь, їшьте, дивись, молодичка та інші. По мірі того, як слобода виявлялася в самому зручному для проживання місці (наявність залізниці), у неї почали приїжджати робітники з областей та районів Росії (наприклад, сім'ї Тишакових, Кучерових). З ними прийшов і інший говір, хоча і він піддавався впливу основної дячкинської говірки. Люди переставали вимовляти вибухове російське «Р» (приголомшували його на кшталт українського), втрачали «акання», більше виділяли літеру «о», стали пом'якшувати закінчення дієслів [ідуть], [пајут']. Місцева фольклорна група в своєму репертуарі має багато пісень українською мовою, які вони співають й вечорами, сидячи на лавочці, відпочиваючи після робочого дня».
Варто відзначити, що дячкинцями досі збережені українські пісенні традиції. До радянської влади, церковний хор слободи, називали не інакше як «іже херувими». А в 2004 році Т. О. Карташова захистила дисертацію «Пісенна традиція українських селян у контексті народної культури Дону», що базується в тому числі й на матеріалі, отриманому в с. Дячкино.
Український вплив зберігся і в предметах традиційної культури дячкинців: мереживах на рушниках, подзорах, накидках, фіранках.

## Герої Вітчизняної війни 1812 року

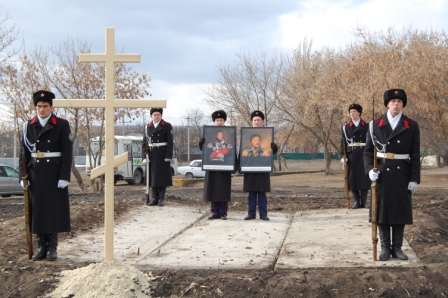

На початку червня 2013 року в слободі Дячкино Тарасівської району завершилися археологічні розкопки, у ході яких були виявлені місця поховань знаменитих козацьких воєначальників — М. Кумшацького, Г. Дячкина, О. Карпова (у фамільному склепі при церкві Трьох Святителів), а також легендарного сподвижника О. Суворова героя війни 1812 року П. Грекова 8-го. Ініціатором багатомісячної експедиції став відомий кам'янський історик-краєзнавець О. Чеботарьов [Архівовано 14 квітня 2016 у Wayback Machine.].
Серед похованих був і останній поміщик із роду Дячкиних — Григорій Андрійович (1756; за ін. даними, 1755—1819), генерал-майор (1812). «З штаб-офіцерських дітей Війська Донського м. Черкаська».
Петро Матвійович Греков — учасник численних військових кампаній, у тому числі італійсько-швейцарського походу Суворова, походу козаків на Індію, російсько-турецьких воєн та інших. За час бойової діяльності ним було взято в полон 2 генерала, більше 194 штаб - і обер-офіцерів і понад 10 тысяч нижніх чинів, захоплено 30 орудий і 23 прапори. У 1817 році Петро Матвійович прибув в слободу Дячкино в гості до свого друга генерал-лейтенанту Якіма Якимовича Карпова. Тут він несподівано помер і був похований в огорожі храму Трьох Святителів. З часом могила була забута. Звіт про виконану роботу був представлений директором Шахтинського Я. П. Бакланова козацького кадетського корпусу В.О. Бобильченко на XIX Великому військовому Колі ВКО «Всевелике військо донське» у м. Новочеркаську.
У 1918 році Дячкино було зайнято німецькими військами й керувалося Українською державою гетьмана Скоропадського.
В 1918 році в районі слободи Дячкино перебував загін легендарного В. М. Чернецова і наступав на її території на зайняту «червоними» Глибоку, там же розташовувався згаданий Н. Н. Туроверовим Дячкинський козацький роз'їзд. Під час наступу «червоних» з боку Дячкино вели опір добровольчі частини Май-Маєвського і добірні козацькі загони генерала Іванова. У теж військовий отаман П. Н. Краснов, виступаючи на Великому військовим колі в Новочеркаську, ставив завдання зайняти територію с. Дячкино після відходу з неї німців. Історію тих років, а також особливу ментальність дячкинців, описав у своїй книзі видатний донський письменник, уродженець сусіднього з с. Дячкино х. Сибілева Михайло Антонович Алпатов у книзі «Горіли вогнища». Під час німецько-радянської війни члени краснодонської «Молодої Гвардії» перебували в Дячкино, де тинялися кілька діб серед змішаних тилів німецьких частин і ховалися по підвалах мешканців. Там же вони вкрали автомат у німців. Звільнення слободи Дячкино від німців відбулося 15 січня 1943 р.

## Церква

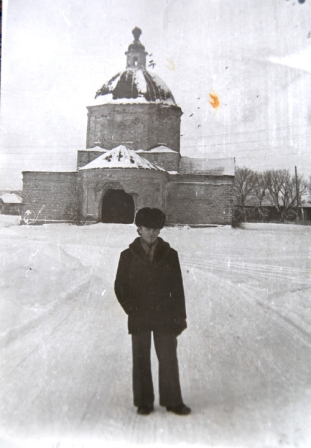

Трьохсвятительська церква побудована в 1804 році старанням померлого поміщика генерал-майора Григорія Андрійовича Дячкина. Церква була кам'яна з такою ж дзвіницею, покрита залізом, з числа парафіян не особливо містка, огорожа навколо неї теж була кам'яна. Престолів церкви було два: один головний, в ім'я Трьох Святителів: Василія Великого, Григорія Богослова, Івана Золотоустого; інший — граничний, серед церкви з правого боку в ім'я святителя і Чудотворця Миколая. Трьохсвятительська церква у 1866 році була перероблена, а в 1884 році влаштовано новий іконостас. У парафії місцевим священиком отцем Зеленським з 14 листопада 1884 року відкрита церковно-парафіяльна школа. А в 1898/99 навчальному році налічувалося 64 хлопці та 22 дівчини. Законовчителем був отець Василь Зеленський, вчителем псалмовщик Петро Іванович Максимов й помічником учителя Іван Матвійович Чорноусов.

## Школа

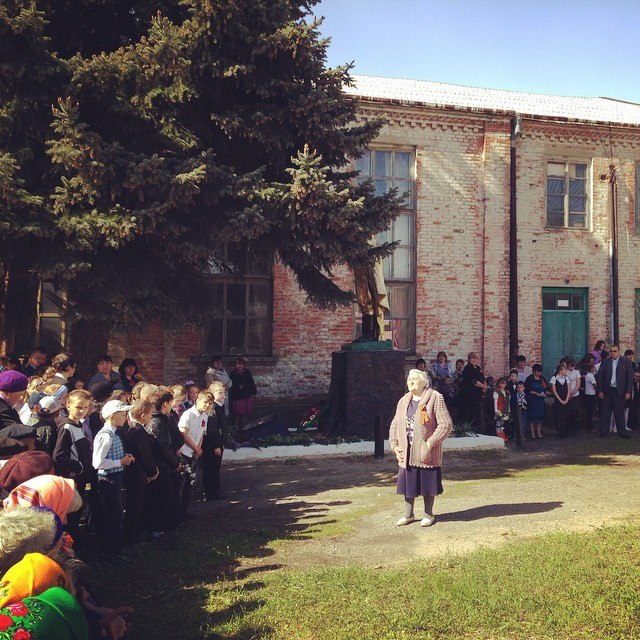

В слободі діє муніципальна бюджетна освітня установа Дячкинська середня загальноосвітня школа. Вона заснована 14 листопада 1874 року в парафії церкви, побудованої в сл. Дячкино, відкрита церковно-парафіяльна школа, у ній викладав місцевий священик Василь Зеленський. Приблизно в 1918 році в слободі відкрилася семирічна школа. У ній викладав Микола Грешнов, батько письменника-фантаста М. М. Грешнова, члена Спілки письменників СРСР, автора творів «Про що говорять тюльпани» (1972); «Надія» (1977); «Сни над Байкалом» (1979); «Сагань-Далинь» (1984) і «Друга подорож Мандрівника» (1987). У 1928-1929 навчальному році в школі викладав відомий донський письменник Костянтин Іванович Каргін, який брав участь в травні 1929 року в Крайовому з'їзді селянських письменників: «Про навчання говорили майже всі виступаючі делегати. Так, тов. Каргін (села Дячкино Донецького округу) говорив, що письменник повинен вести велику громадську роботу, але вся біда в тому, що формувань на селі так завантажують, що немає ніякої можливості займатися навчанням і творчістю. Нам потрібно просити всі організації, щоб початківцям письменникам-громадським все-таки надавали можливість займатися самоосвітою». У 30-х роках на її базі була відкрита перша і єдина в районі школа робочої молоді. З 1965 року школа стала середньою. Будівля, у якому розташовано навчальний заклад, пущено в експлуатацію в 1965 році. З цього ж року завучем, а згодом і директором школи стала представниця відомої донський педагогічної династії, відмінник народної освіти, керівник Ради ветеранів війни і праці Дячкинського сільського поселення Бредихіна Руслана Антонівна. З 2003 року заступником директора з навчально-виховної роботи є Бредихіна Лариса Юріївна автор робіт "Вчитель і учень: проблеми взаєморозуміння і взаємодії", "Концептуальне формування традицій педагогічної наступності в педагогічних династій" та інші.

## Фільмографія
У 1973 р. про колгосп "Правда" в с. Дячкино знятий фільм "Ми - "Правда""
У 1956 р. с. Дячкино знімалася сцена солдатського бунту фільму "Тихий Дон" (1958 р.)

## См. також
- Донський козачий Г. А. Дячкіна полк
- Дячкін Григорій Андрійович
- Карпов Яким Якимович